# 本森 (紐約州)
本森（英語：Benson）是一個位於美國紐約州漢密爾頓縣的鎮。

## 人口
根據2020年美國人口普查的數據，本森的面積為215.48平方千米，當中陸地面積為213.98平方千米，而水域面積為1.50平方千米。當地共有人口221人，而人口密度為每平方千米1人。